# Jan van Houwelingen
Jan van Houwelingen (né le 12 janvier 1955 à Heesselt aux Pays-Bas) est un coureur cycliste néerlandais, professionnel de 1979 à 1987. 

## Biographie
Il devient chez les amateurs champion du monde du contre-la-montre par équipes avec Bart van Est, Guus Bierings et Bert Oosterbosch en 1978. Son frère Adri a également été coureur cycliste et est aujourd'hui directeur sportif de l'équipe Metec-TKH Continental.

## Palmarès

### Palmarès amateur
- 1977
  - 8ea étape de l'Olympia's Tour (contre-la-montre)
- 1978
  -  Champion du monde du contre-la-montre par équipes amateurs[n 2]
  - 4e étape du Tour de Hollande-Septentrionale
  - 2e de l'Olympia's Tour
  - 2e de l'Internatie Reningelst

### Palmarès professionnel
- 1979
  - Omloop van de Westkust
  - 2e du Trophée Baracchi (avec Alfons De Wolf)
- 1980
  - 4e étape des Six Jours du Rhin de la Gouwe
- 1983
  - Circuit du Brabant occidental
  - Tour de Lorraine
- 1984
  - 2e étape du Tour de Suède
- 1985
  - 8e des Quatre Jours de Dunkerque

## Résultats sur les grands tours

### Tour de France
4 participations 
- 1981 : abandon (11e étape)
- 1982 : 99e
- 1983 : 80e
- 1985 : 104e

### Tour d'Italie
1 participation
- 1980 : hors délais (2e étape)

### Tour d'Espagne
2 participations
- 1979 : 55e
- 1983 : abandon (6e étape)